# 迪茨山
86°16′S 153°10′W / 86.267°S 153.167°W
迪茨山是南極洲的山峰，位於毛德王后山脈，處於蘇謝冰川和巴特利特冰川的匯流處以北，是海斯山脈的南端，海拔高度2,250米。